# Corvinul Hunedoara
Corvinul Hunedoara ist ein rumänischer Fußballverein aus Hunedoara. Die größten Erfolge der Vereinsgeschichte waren der Sieg beim Cupa României 2023/24 und die Teilnahme am UEFA-Pokal 1982/83.

## Geschichte
Corvinul Hunedoara wurde im Jahr 1921 gegründet. Der Verein wurde nach der Burg Hunedoara benannt, die auf Rumänisch Castelul Corvinilor (Burg der Corviner) heißt. Er trat zunächst nicht überregional in Erscheinung: Es gelang ihm weder in den 1920er-Jahren, sich über die regionalen Meisterschaften für die Endrunde um die rumänische Fußballmeisterschaft zu qualifizieren, noch in den 1930er-Jahren, den Aufstieg in die neugegründeten Ligen Divizia A, Divizia B und Divizia C zu schaffen. Erstmals spielte der Klub unter seinem neuen Namen Uzinele de Fier Hunedoara in der Saison 1943/44 in der Cupa Eroilor (Pokal der Helden) ein überregionales Turnier, das während des Zweiten Weltkrieges anstelle der Divizia B ausgetragen wurde.
Nach Kriegsende wurde der Verein in die Divizia C eingeordnet und konnte sich in der Saison 1946/47 für die Teilnahme an der Divizia B qualifizieren. Aufgrund einer Reform des Spielbetriebes (die Divizia B wurde von vier auf zwei Staffeln reduziert) musste UF Hunedoara aber schon 1948 wieder absteigen. Im selben Jahr wurde der Name in IMS Hunedoara geändert. Nach einem weiteren Jahr in der Divizia C, in dem der Wiederaufstieg knapp verpasst wurde, spielte der Klub in der Folgezeit lediglich in regionalen Ligen, da die Divizia C zu jener Zeit nur sporadisch ausgetragen wurde.
Im Jahr 1950 änderte der Verein erneut seinen Namen und spielte fortan als Metalul Hunedoara, da er sich der metallverarbeitenden Industrie der Stadt angegliedert hatte. Im Jahr 1952 gelang ihm die Rückkehr in die Divizia B, wo nach nur einem Jahr der Durchmarsch ins Oberhaus perfekt gemacht wurde. Am Ende der Saison 1954 musste Metalul aber aufgrund des schlechteren Torverhältnisses gegenüber Locomotiva Târgu Mureș wieder absteigen.
In den folgenden Jahren spielte der Klub in der Divizia B. Im Jahr 1956 änderte er seinen Namen in Energia Hunedoara, ehe im Jahr 1957 der ursprüngliche Name Corvinul Hunedoara wieder angenommen wurde. Nach mehreren vergeblichen Anläufen, in die Divizia A zurückzukehren, war Corvinul im Jahr 1960 erfolgreich. Wie schon acht Jahre zuvor, stieg der Klub am Ende der Saison 1960/61 – diesmal aber Tabellenletzter – sofort wieder ab. Schon ein Jahr später folgte der nächste Abstieg und Corvinul fand sich in der Drittklassigkeit wieder.
Im Jahr 1963 änderte der Verein erneut seinen Namen in Siderurgistul Hunedoara (deutsch: Hüttenarbeiter). Im Jahr 1964 erreichte er das Viertelfinale im rumänischen Pokal, wo er nach Siegen gegen Dinamo Pitești und CSMS Iași schließlich an Crișul Oradea scheiterte. Ein Jahr später wechselte der Klub seinen Namen wieder zu Metalul Hunedoara und konnten nach mehreren vergeblichen Anläufen im Jahr 1967 in die Divizia B zurückkehren.
Nach der erneuten Umbenennung in Corvinul Hunedoara (1970) spielte der Klub unbeständig in der Divizia B um Aufstieg und Klassenerhalt mit. In der Saison 1975/76 wurde der Verein in einen Fußballklub umgewandelt und schaffte die Rückkehr in die Divizia A. Ein Jahr später stieß mit Mircea Lucescu ein Spieler, dessen Karriere sich dem Ende zuneigte, zum Verein. In der Hinrunde der Saison 1978/79 unterstützte er Ilie Savu als Co-Trainer, bevor er ab der Winterpause als Spielertrainer fungierte. Lucescu konnte den Abstieg 1979 nicht verhindern, jedoch gelang 1980 der direkte Wiederaufstieg. Er war maßgeblich daran beteiligt, dass der Anfang der 1980er-Jahre zur erfolgreichsten Zeit von Corvinul wurde. Im Jahr 1981 wurde Lucescu in Personalunion Nationaltrainer, ehe er sich ab 1982 ganz der Nationalmannschaft widmete.
Schon in der Saison 1980/81 gelang der Sprung auf den 6. Platz, der in der darauffolgenden Saison 1981/82 mit dem 3. Platz und der Qualifikation zum UEFA-Pokal getoppt wurde. Im UEFA-Pokal erreichte Corvinul nach einem Sieg über den Grazer AK die zweite Runde, schied aber gegen den FK Sarajevo aus. In den darauffolgenden Jahren konnte die Mannschaft diesen Erfolg nicht mehr wiederholen und stieg nach einigen Jahren im Mittelfeld am Ende der Saison 1991/92 in die Divizia B ab. Der Klub verpasste 1995 unter Trainer Ioan Petcu als Zweitplatzierter seiner Staffel den Aufstieg in die Divizia Națională, nachdem das Relegationsspiel gegen Sportul Studențesc, den Drittletzten der Divizia Națională 1994/95, mit 0:1 verloren ging.
Die letzten Spieler aus der eigenen Jugend, die auch in der Nationalmannschaft zum Einsatz kamen, bevor sie zu Hauptstadtvereinen und später ins Ausland wechselten, waren Ovidiu Cornel Hanganu und Bogdan Lobonț. Der Klub geriet ab 2001 durch die laufenden Kosten finanziell immer stärker unter Druck, zumal erst im November 2009 ein Zivilgericht den Anspruch auf den vereinbarten 30 %-Anteil an dem Gesamttransfererlös in Höhe von drei Millionen US-Dollar, den Rapid Bukarest von Ajax Amsterdam für Bogdan Lobonț erhalten hatte, endgültig bestätigen sollte. Die wenigen Talente, die noch den Durchbruch schafften, mussten daher weit unter dem eigentlichen Marktwert verkauft werden. Außerdem wurde der langjährige Vereinssponsor, das örtliche Eisenwerk, 2004 von der Mittal Steel Company übernommen, was ebenfalls eine Kürzung der finanziellen Mittel zur Folge hatte.

### Finanzielle Schwierigkeiten
Im November 2004 wurde Corvinul aus der Meisterschaft 2004/05 ausgeschlossen, da er ausstehende Spieler- und Trainergehälter in Höhe von 48.000 Euro nicht bezahlen konnte und zudem 250.000 Euro dem rumänischen Staat schuldete. Da sich kein Investor fand, um diese Summen zu begleichen, wurde der Verein aufgelöst. Stattdessen gründeten die örtlichen Behörden unter der Führung von Bürgermeister Nicolae Schiau und mit der finanziellen Unterstützung des Alteisenhändlers Florin Uscatu im Sommer 2005 einen neuen Verein namens FC Corvinul 2005 Hunedoara. Dieser übernahm das Zweitligastartrecht von CS Deva und erhielt von der Stadt die Nutzungsrechte für das Stadionul Michael Klein, so dass Corvinul unter dem neuen Trainer Ioan Petcu in die Folgesaison 2005/06 gehen konnte.
Im Frühjahr 2008 kam es zu Meinungsverschiedenheiten zwischen dem Investor Uscatu und dem neu gewählten Bürgermeister Ovidiu Marius Hada, was zu einem Abgang einiger erfahrener Spieler führte. Am Ende der Saison 2007/08 folgte unter Trainer Florea Văetuș der Abstieg in die Liga III. Der rumänische Fußballverband sprach im August 2008 Mircea Alic, dem ehemaligen Präsidenten von Corvinul Hunedoara, die Namensrechte an Corvinul zu. Die Führung des aktuellen Vereins erhob Einspruch gegen diese Entscheidung, die mit einer Schadenersatzforderung in Höhe von 400.000 Euro einherging, so dass es zunächst nicht zu einer Umbenennung des Klubs kam. Am 24. August 2008 wurde der ehemalige Trainer aus der Saison 2005/06, Ioan Petcu, zum neuen Trainer der hauptsächlich aus Junioren bestehenden Mannschaft ernannt, Văetuș wurde sein Co-Trainer. Im September 2008 musste der Verein jedoch vor dem 7. Spieltag der Liga III den Spielbetrieb einstellen, da Schulden in Höhe von 3.000 Euro an die ehemaligen Spieler Attila Vajda und Doru Șerban nicht beglichen werden konnten. Am 28. Oktober 2008 zog sich Corvinul auf Geheiß von Florin Uscatu endgültig aus der Meisterschaft zurück, die Ergebnisse sämtlicher bisher ausgetragenen Spiele wurden annulliert.

### Nachfolgeverein FC Hunedoara
Am 28. Juli 2009 wurde als Nachfolgeverein der Fotbal Club Hunedoara gegründet. Dieser spielte in der Saison 2009/10 in der Liga IV und scheiterte als Staffelsieger des Kreises Hunedoara zunächst in der Relegation an Unirea Florești, dem Vertreter des Kreises Cluj. Am 27. Juli 2010 übernahm der FC Hunedoara jedoch den Startplatz des in der Relegation siegreichen Teams FC Someșul Ileanda aus dem Kreis Sălaj und spielt daher seit der Saison 2010/11 in der Liga III. Trainer des Teams war zunächst Nelu Mitrică, später dann Eusebiu Șuvagău und anschließend vom 2. November 2010 bis Juli 2011 Ioan Petcu. Zur Saison 2011/12 übernahm Erik Lincar das Amt des Cheftrainers, er wurde jedoch am 23. September 2011 entlassen und am 26. September 2011 durch Aurel Șunda ersetzt.
Seit 2022 heißt der Verein wieder „Corvinul Hunedoara“, am Ende der Saison 2022/23 gelang der Aufstieg in die Liga II. Im Mai 2024 gewann Hunedoara den Cupa României 2023/24 im Elfmeterschießen gegen Oțelul Galați und konnte damit zur Qualifikation für die UEFA Europa League 2024/25 antreten. In der Liga durfte man trotz des 2. Platzes nicht in die Liga 1 aufsteigen, da der Verein im Besitz der Kommunalverwaltung ist, während alle Klubs in der Ersten Liga privat sein sollen.

## Erfolge
- Teilnahme am UEFA-Pokal: 1982/83
- Aufstieg in die Divizia A: 1952, 1960, 1976
- Rumänischer Fußballpokal: 2024

## Europapokalbilanz
| Saison  | Wettbewerb             | Runde                  | Gegner      | Gesamt | Hin     | Rück    |
| ------- | ---------------------- | ---------------------- | ----------- | ------ | ------- | ------- |
| 1982/83 | UEFA-Pokal             | 1. Runde               | Grazer AK   | 4:1    | 1:1 (A) | 3:0 (H) |
| 1982/83 | UEFA-Pokal             | 2. Runde               | FK Sarajevo | 4:8    | 4:4 (H) | 0:4 (A) |
| 2024/25 | UEFA Europa League     | 1. Qualifikationsrunde | Paksi FC    | 4:2    | 4:0 (A) | 0:2 (H) |
| 2024/25 | UEFA Europa League     | 2. Qualifikationsrunde | HNK Rijeka  | 0:1    | 0:0 (H) | 0:1 (A) |
| 2024/25 | UEFA Conference League | 3. Qualifikationsrunde | FK Astana   | 2:8    | 1:2 (H) | 1:6 (A) |

Gesamtbilanz: 10 Spiele, 2 Siege, 3 Unentschieden, 5 Niederlagen, 14:20 Tore (Tordifferenz −6)

## Bekannte Spieler
- Ioan Andone
- Ioan Bogdan
- Florin Dubinciuc
- Florea Dumitrache
- Romulus Gabor
- Ovidiu Cornel Hanganu
- Marian Ioniță
- Michael Klein
- Bogdan Lobonț
- Mircea Lucescu
- Dorin Mateuț
- Dorin Nicșa
- Radu Nunweiller
- Victor Oncu
- Ioan Petcu
- Mircea Rednic
- Ilie Savu
- Florea Văetuș
- Remus Vlad

## Ehemalige Trainer
- Rudolf Kotormány (März 1954 bis Juni 1954)
- Ștefan Wetzer (Juli 1954 bis November 1954)
- Ilie Savu (1960 bis 1961, 1976 bis Sommer 1977, Sommer 1978 bis Ende 1978)
- Dumitru Pătrașcu (1961 bis 1966)
- Robert Cosmoc
- Dragoș Cojocaru
- Ștefan Coidum (Sommer 1977 bis Sommer 1978)
- Mircea Lucescu (Anfang 1979 bis Sommer 1982)
- Remus Vlad (Sommer 1982 bis Mai 1983, 1994, 2000 bis 2001)
- Florea Dumitrache (Juni 1983 bis Juli 1983)
- Gheorghe Ene (August 1983 bis September 1983)
- Ladislau Vlad (September 1983 bis Ende 1983)
- Ion Nunweiller (Anfang 1984 bis Mai 1985)
- Octavian Cojocaru (Mai 1985 bis Sommer 1985, Sommer 1986 bis Sommer 1987, Anfang 1989 bis Ende 1989)
- Ion V. Ionescu (Sommer 1985 bis Sommer 1986, Sommer 1988 bis Ende 1988, Anfang 1990 bis Sommer 1991)
- Constantin Ardeleanu (Sommer 1987 bis Sommer 1988)
- Virgil Stoica (Sommer 1991 bis März 1992, 2003, 2004)
- Dudu Georgescu (März 1992 bis Sommer 1992)
- Romulus Gabor (1994)
- Ioan Petcu (1995, Sommer 2005 bis Sommer 2006, 24. August 2008 bis Oktober 2008)
- Titi Alexoi (29. November 2006 bis 3. März 2008)
- Florea Văetuș (2008 bis 24. August 2008)